# Wymiar 404
Wymiar 404 – amerykański serial telewizyjny (dramat, fantastyka naukowa, antologia) wyprodukowany przez RocketJump  oraz Lionsgate Digital Studios, którego twórcami są Will Campos, Dez Dolly, Daniel Johnson i David Welch. Serial został udostępniony od 4 kwietnia 2017 roku  na platformie Hulu.

W Polsce serial jest udostępniony od 5 kwietnia 2017 roku przez HBO GO, natomiast na antenie HBO 3 emisja rozpoczęła się  22 czerwca 2017 roku.

## Opis fabuły
Serial opowiada historię o ciemnych stronach internetu.

## Obsada

### Matchmaker
- Robert Buckley jako Adam[3]
- Lea Michele jako Amanda[3]
- Matt Jones jako Greg
- Joel McHale jako dr Matthew Maker[4]
- Karissa Lee Staples jako Becky
- Catherine Garcia jako Cate
- Mario Garcia jako Mario

### Cinethrax
- Sarah Hyland jako Chloe[4]
- Daniel Zovatto jako Zach[5]
- Patton Oswalt jako Uncle Dusty[6]
- Casimere Jolette jako Brie
- Ashly Burch jako Shannon
- Tom Plumley jako Concession Stand Teen
- Sean Przano jako Cosplay Nerd
- Joey Scoma jako Arnie
- CC Weske jako Alexis

### Chronos
- Ashley Rickards jako Susan Hirsch[6]
- Anthony Oh jako  Lord Entropy
- Utkarsh Ambudkar jako Alex Kapour[7]
- Parry Shen jako animator
- Charles Fleischer jako profesor Dobkin
- Pepe Serna jako Wally Nash
- Matthew Del Negro jako Time Ryder
- Julie Dove jako Julie Hirsch
- LaLa Nestor jako Young Sue Hirsch
- James Babson jako Guard #1
- Anthony Alabi jako Guard #2

### Polybius
- Ryan Lee jako Andrew Meyers[3]
- Sterling Beaumon jako Jess[6]
- Gabrielle Elyse jako Amy
- Ken Foree jako agent X
- Tucker Albrizzi jako Dennis
- Adrienne Barbeau jako Wilma
- Davis Desmond jako Melvin Raimi
- Travis Myers jako trener Wurgler
- Douglas Tait jako Polybius Creature
- Chris Wylde jako detektyw

### Bob
- Tom Noonan jako Bob[5]
- Megan Mullally jsko Director Stevens[8]
- Constance Wu jako Jane
- Malcolm Barrett jako Chris[7]
- Melanie Thompson jako Beth

### Impulse
- Lorenza Izzo jako Val Hernandez/"Speedrun"[5]
- Kenneth Choi jako Kojima
- Matt Lauria jako Evan[7]
- Cody Johns jako Roy Torvald/"Killohertz"

## Odcinki
| # | Tytuł      | Reżyseria                     | Scenariusz                                                        | Premiera Hulu    | Premiera HBO 3                           |
| - | ---------- | ----------------------------- | ----------------------------------------------------------------- | ---------------- | ---------------------------------------- |
| 1 | Matchmaker | Stephen Cedars, Benji Kleiman | Will Campos, Dez Dolly, Daniel Johnson, David Welch, Jake Andrews | 4 kwietnia 2017  | 22 czerwca 2017 (HBO GO 5 kwietnia 2017) |
| 2 | Cinethrax  | Dez Dolly                     | Will Campos, Dez Dolly, Daniel Johnson, David Welch               | 4 kwietnia 2017  | 2017 (HBO GO 5 kwietnia 2017)            |
| 3 | Chronos    | Dave Boyle                    | Dez Dolly                                                         | 4 kwietnia 2017  | 2017 (HBO GO 5 kwietnia 2017)            |
| 4 | Polybius   | Dez Dolly                     | Dez Dolly                                                         | 11 kwietnia 2017 | 2017 (HBO GO 12 kwietnia 2017)           |
| 5 | Bob        | Matt Arnold, Freddie Wong     | Will Campos                                                       | 18 kwietnia 2017 | 2017 (HBO GO 18 kwietnia 2017)           |
| 6 | Impulse    | Freddie Wong                  | Dez Dolly                                                         | 25 kwietnia 2017 | 2017 (HBO GO 26 kwietnia 2017)           |

## Produkcja
10 lutego 2016 roku, Hulu ogłosiła zamówienie pierwszego sezonu serialu.
W czerwcu 2016 roku, ogłoszono cześć obsady, do której dołączyli: Lea Michele, Robert Buckley, Ryan Lee, Joel McHale, Sarah Hyland, Patton Oswalt, Ashley Rickards, Sterling Beaumon, Megan Mullally, Constance Wu
.
W kolejnym miesiącu, Matt Lauria, Utkarsh Ambudkar, Malcolm Barrett, Lorenza Izzo, Daniel Zovatto i Tom Noona do serialu dołączyli do dramatu